# Клан Спенс
Клан Спенс (скотс Clan Spens, Clan Spence) — один из кланов равнинной части Шотландии (Лоуленд). Иногда клан Спенс рассматривают как септ клана Макдафф.
- Девиз клана: Si Deus, quis contra?* (лат.) — «Если с нами Бог, то кто против нас?» (If God is for us, who is against us?)
- Земли клана: Файф, Мидлотиан и Бьютшир
- Вождь клана: Патрик Натаниэль Джордж Спенс, 4-й барон Спенс из Блэрсанкуара.

## История клана Спенс

### Происхождение клана Спенс
Название клана Спенс означает «хранитель» или «охранник», слово, возможно, происходит из старофранцузского языка.
Первое упоминание о названии клана и этой фамилии датируется XI веком. Роберта ле Диспенсер упоминается как арендатор земли в так называемой «Книге Страшного суда», датируемая 1086 годом. Роберт ле Диспенсер, возможно, был один из нормандских рыцарей, сражавшихся бок о бок с Вильгельмом Завоевателем, который захватил Англию и разгромил короля Англии Гарольда II в битве при Гастингсе в 1066 году. Роберт и его брат Урс впервые появляются в Англии после битвы при Гастингсе. Они оба были бенефициариямии короля Англии Вильгельма Завоевателя в течение многих лет. Роберт де Диспенсер был официально назначен королевским «диспенсер» или королевским стюардом. В латинизированной форме Робер ле Диспенсер записывался как Robertus Dispensator — Робертус Диспенсатор.
Вожди шотландского клана Спенс происходят от древних графов Файф. Джон ле Диспенсер есть в списках арендаторов и вассалов Уолтера Фиц-Алана, 1-го лорда-стюарта Шотландии в 1161—1171 годах. Роджер Диспенсатор упоминается в грамоте по земельной собственности Брисиуса де Дугласа, епископа Морея, который узаконивает передачу земли от церкви Девет в церковь Спайн где-то между 1202 и 1222 годами. Его сын Томас Диспенсатор упоминается в грамоте по земельной собственности Андреаса де Морея в 1232 году в качестве свидетеля. Джон Спенс упоминается под именем Байлли Ирвин в 1260 году. В 1296 году Анри де Спенс — феодальный барон, присягнул на верность королю Англии Эдуарду I Плантагенету и подписал соответствующий документ «Рагманские свитки». Он умер около 1300 года. Унаследовал ему его сын Томас. Он упоминается в двух королевских грамотах короля Шотландии Роберта Брюса. Томас де Спенс был свидетелем в нескольких документах Тринити-колледжа в Эдинбурге в 1296—1324 годах. Один из его сыновей — Уильям де Спенс стал лэрдом Гилгирстауна и Глеспани и получил земли Думбарни и Бондиингтаун от Уильяма Дугласа, 1-го графа Дугласа в 1358 году. Его сын Уильям де Спенс женился на Изабель Кэмпбелл из Глендугласа — наследнице и дочери сэра Дункана Кэмпбелла из Глендугласа и Страхура. Благодаря этому браку Уильям где Спенс получил королевскую грамоту на земли Ахаланд, Кетиди, Крайгсанквахар от Роберта Стюарта, графа Файфа и Ментайта, 5 мая 1385 года. Эти земли позже стали баронством в 1430 году.

### XV век
К началу XV века клан Спенс стал сильным и богатым кланом в Шотландии. Вождь клана Джон Спенс из Латаллана был депутатом парламента Шотландии, поддерживал короля Шотландии Якова I Стюарта. В 1434 году в городе Перт Джон Спенс из Латаллана женился на Изабелле, дочери сэра Джона Уэмисса, вождя клана Уэмисс. У них было три сына. Патрик — младший сын, был среди 24-х воинов, посланных королем Шотландии Яковом II королю Франции Карлу VII в 1450 году. Патрик Спенс поселился во Франции, и его потомки стали благородным родом баронов де Спенс де Эстигнолс. Эта шотландская гвардия была известна как «Garde Écossaise», а позже они были известны как Garde du Corps и были личными телохранителями французских королей до революции 1789 года. Король Франции Карл VIII пожаловал «любимому Патрику Спенсу» титул барона и привилегии. Французские бароны де Спенс стали фактически главными носителями имени и герба баронов Спенс. Бароны Спенс в Шотландии и Англии происходят от брака лэрда Джона Спенса и его жены Изабель Бард. Этот Джон Спенс был одним из сыновей Уильяма Спенса — сына Уильяма Спенса и Изабель Кэмпбелл.
Томас Спенс (ок. 1415—1480), второй сын Джона Спенса из Латаллана, стал церковным деятелем и занимал высокие должности в церкви. Он был назначен епископом Галлоуэя (1450—1458) и позже стал лордом-хранителем королевской печати — занимал эту должность до 1470 года. Он был переведен на епископство Абердин в 1459 году, и упоминается в исторических документах как умный и проницательный государственный деятель. В 1449 году он был отправлен заключить брачный договор между графом Людовиком Женевским, наследником герцога Савойского, и принцессой Аннабеллой Шотландской, сестрой короля Шотландии Якова II Стюарта. Два года спустя он был отправлен в качестве посла вести переговоры о перемирии с Англией. Он умер в Эдинбурге в 1480 году, и его могила находится в часовне Рослин.

### XVI век
Во время правления королевы Шотландии Марии Стюарт клан Спенс был лояльным к королеве, в отличие от многих других шотландских кланов. Сэр Джон Спенс из Конди (ок. 1520—1573) стал лордом-адвокатом, но поддержал Реформацию и реформированную церковь Шотландии. Когда королева Шотландии начала преследовать реформатора церкви Джона Нокса и обвинила его в государственной измене, сэр Джон Спенс из Конди поддержал королеву без особого рвения, и Джон Нокс был оправдан. Дэвид Спенс из Уормистона был верноподданным королевы Марии Стюарт, и был осужден как мятежник парламентом Шотландии, созванным регентом, графом Ленноксом, в августе 1571 года. Дэвид был одним из заговорщиков, попытались захватить регента Леннокса в Стерлинге в сентябре того же 1571 года, и ему дали задачу взятия регента лично, чтобы держать как заложника. Согласно одному из исторических преданий, Дэвид Спенс следовал этим приказам буквально, и когда заговорщики решили убить регента, Спенс остановил выстрел из пистолета, бросившись на его владельца. Когда сторонники графа Леннокса пришли ему на помощь, они убили Спенса на месте, несмотря на попытки регента спасти его. Однако, клан Спенс позже примирился с королем Шотландии Яковом VI. Король отправил сэра Джеймса Спенса из Уормистона (ум. 1632) в качестве посла в Швецию, где ветвь клана поселились и стала родом шведской знати — графами Спенс.

### XVII—XIX века
Доктор Натаниэль Спенс (1728—1815) — второй сын Томаса Спенса, 15-го лэрда Латаллана, выкупил земли Крайгсанквахар в Файфе, принадлежавшие клану с 1385 до 1524 год. Это произошло в 1792 году. Его потомок — сэр Патрик Спенс (1885—1973) получил титул 1-го лорда Спенса из Блэрсанкуара в Файфе в 1959 году.
Доктор Натаниэль Спенс из Крайгсанквахара (1728—1815) был также президентом Королевского колледжа врачей. В 1794 году он входил в Королевскую роту лучников (охранников монарха в Шотландии). Его известный портрет висит в зале лучников в Эдинбурге. Один из его потомков — сэр Уильям Спенс, был вице-канцлером Кембриджского университета с 1931 по 1933 год. Еще один его родственник — Джон Спенс стал герольдом Олбани, входил в состав в суда лорда Льва.

## Вождь клана
В настоящее время вождем клана Спенс (с 2001 года) является достопочтенный Патрик Натаниэль Джордж Спенс, 4-й барон Спенс (род. 14 октября 1968). Его наследником является его единственный сын, достопочтенный Питер Латаллан Спенс (род. 3 марта 2000).